# Ludwik VII, landgraf Hesji-Darmstadt
Ludwik VII von Hessen-Darmstadt (ur. 22 czerwca 1658 w Darmstadt, zm. 31 sierpnia 1678 roku w Gocie) – landgraf Hesji-Darmstadt (niem: Landgraf von Hessen-Darmstadt) od 24 kwietnia do 31 sierpnia 1678 roku.
Jego ojcem był Ludwik VI (1630–1678), a matką Maria Elżbieta Holstein-Gottorp (1634–1665), córka Fryderyka III. W 1676 roku został członkiem barokowego literackiego Towarzystwa Owocodajnego, gdzie wprowadził go książę Sachsen-Weißenfels August. Tron odziedziczył w 1678 roku po śmierci ojca, gdy sam miał 19 lat. Zmarł zaledwie po 18 tygodniach i 4 dniach panowania w wyniku zarazy dyzenterii. Ponieważ jego młodszy brat Feryderyk zmarł w 1676 roku po upadku z konia, tron po Ludwiku VII przejął jego przyrodni brat, mający wówczas 9 lat Ernest Ludwik, panujący aż do 1739 roku (do 1688 roku regentką była jego matka Elżbieta Dorota Saxe-Gotha-Altenburg).